# عنبران
عنبران (بالفارسية: عنبران) هي مدينة تقع في إيران في Anbaran District. يقدر عدد سكانها بـ 6,161 نسمة .